# Ladomány
Ladomány ma Bonyhádhoz tartozó falu Tolna vármegyében, a Bonyhádi járásban.

## Fekvése
Bonyhádtól 8 kilométerre északkeletre egy völgyben található zsáktelepülés, az 1992-ben épült beton bekötőúton Széptölgyes felől közelíthető meg, emellett a sárga sáv jelzésű turistaútvonal is erre vezet.

## Története
Először 1437-ben említi egy oklevél. Hasonlóan számos más Tolna vármegyei községhez, Ladományt is német telepesekkel népesítették be a törökdúlást követően 1729 és 1733 között Württenberg és Hessen vidékéről. A 18. század végén a Dőri családhoz tartozott, egyházilag pedig Kakasdhoz. 1766-ban kilenc család lakta. 1873-ban ideiglenesen hozzácsatolták Belacot, amely ma Kakasd része. Az 1930-as években kis mérete ellenére olvasókör, iskola, posta, énekkar, gazdakör (1932-től) és bolt is működött a településen, ekkoriban elszigetelt fekvése és gazdagsága miatt Kanadaként emlegették. A környező dombokon szőlőt műveltek, híres volt a ladományi bor.
Miután 1895-től a kakasdi körjegyzőséghez tartozott, a kis falut 1940-ben csatolták Bonyhádhoz, majd 1946-ban a község németségét kitelepítették. Az elzárt, bekötőút nélküli helyről a betelepített felvidéki magyar lakosok is elköltöztek, ekkor zárták be az iskolát, ráadásul a gyerekeket a távolabbi Nagymányokra irányították át. A bonyhádi Dózsa Népe Termelőszövetkezetbe szervezték a lakosságot, az 1960-as években 28 ház állt a településen. 1990-re teljesen kihalt, ekkoriban csak két házat használtak nyári lakhelyként. Később újjátelepült, új házak is épültek. A romos Nepomuki Szent János-templomot is felújították, majd többen hétvégi házat vettek az időközben a kirándulók közt is népszerűvé váló helyen.
Fényes Elek 1851-ben kiadott geográfiai szótárában így ír a faluról: „Ladomány, német falu, Tolna vmegyében, 128 kath. lak. F. u. gr. Festetics. Ut. p. Szekszárd 2 1/4 ór.”